# Jonas Hector
Jonas Armin Hector (født 27. maj 1990 i Saarbrücken, Tyskland), er en tysk fodboldspiller (venstre back). Han spiller for FC Köln i Bundesliga.

## Klubkarriere
På klubplan startede Hector sin karriere hos den lille klub SV Auersmacher i hjemstaten Saarland.I 2010 skiftede han til FC Köln. Han tilbragte de første par år på klubbens andethold, inden han fra sæsonen 2012-13 blev en del af førsteholdstruppen. Han debuterede 27. august 2012 i en ligakamp mod FC Erzgebirge Aue.

## Landshold
Hector står (pr. maj 2018) noteret for 34 kampe for det tyske landshold, som han debuterede for 14. november 2014 i en EM-kvalifikationskamp på hjemmebane mod Gibraltar. Han scorede sit første mål for holdet 29. marts 2016 i en venskabskamp mod Italien.
Hector har repræsenteret Tyskland ved både EM 2016 i Frankrig, Confederations Cup 2017 i Rusland og VM 2018, også i Rusland.